# Sam Wooding
Samuel David Wooding (Filadelfia, Pensilvania, 17 de junio de 1895 - Nueva York, 18 de agosto de 1983) fue un pianista, compositor, arreglista y director de orquesta de jazz tradicional y swing, norteamericano, que vivió buena parte de su vida artística en Europa.

## Historial
Comenzó su carrera en Atlantic City y se trasladó a Nueva York en 1914, antes de incorporarse a filas durante la Primera Gran Guerra. Tras su licenciamiento, fundó su primera banda, los "Society Syncopators", con la que actúa preferentemente en Nueva York, entre 1919 y 1923, conformándose como uno de los músicos básicos en el desarrollo del "estilo Nueva York".
En 1925, se incorporó junto con su banda a la revista musical "Chocolate Kiddies", con la que se trasladó a Europa. Allí realizó numerosas giras y actuaciones con su propia orquesta por Alemania, Francia, España, Bélgica e Italia, grabando varios discos para los sellos Vox y Polydor. Wooding disolvió su banda en 1931 y regresó a Estados Unidos, aunque buena parte de sus músicos permanecen en Europa. Aún mantendrá una banda de jazz durante dos años en Nueva York, aunque a partir de 1935 se apartó de la escena del jazz, para realizar estudios musicales, dirigir un coro religioso y dedicarse a la enseñanza. En los años sesenta, volvió a realizar actuaciones por Europa e Israel, aunque ya alejado del jazz.
La orquesta de Wooding ha sido considerada como uno de los pilares del desarrollo y extensión internacional de la corriente mainstream que desembocó en el swing. En ella, militaron músicos de gran peso en la época, como Tommy Ladnier, Doc Cheatham, Gene Sedric, Freddie Johnson y Pat Patrick (1929 - 1991).